# Liste alter chinesischer Kalender

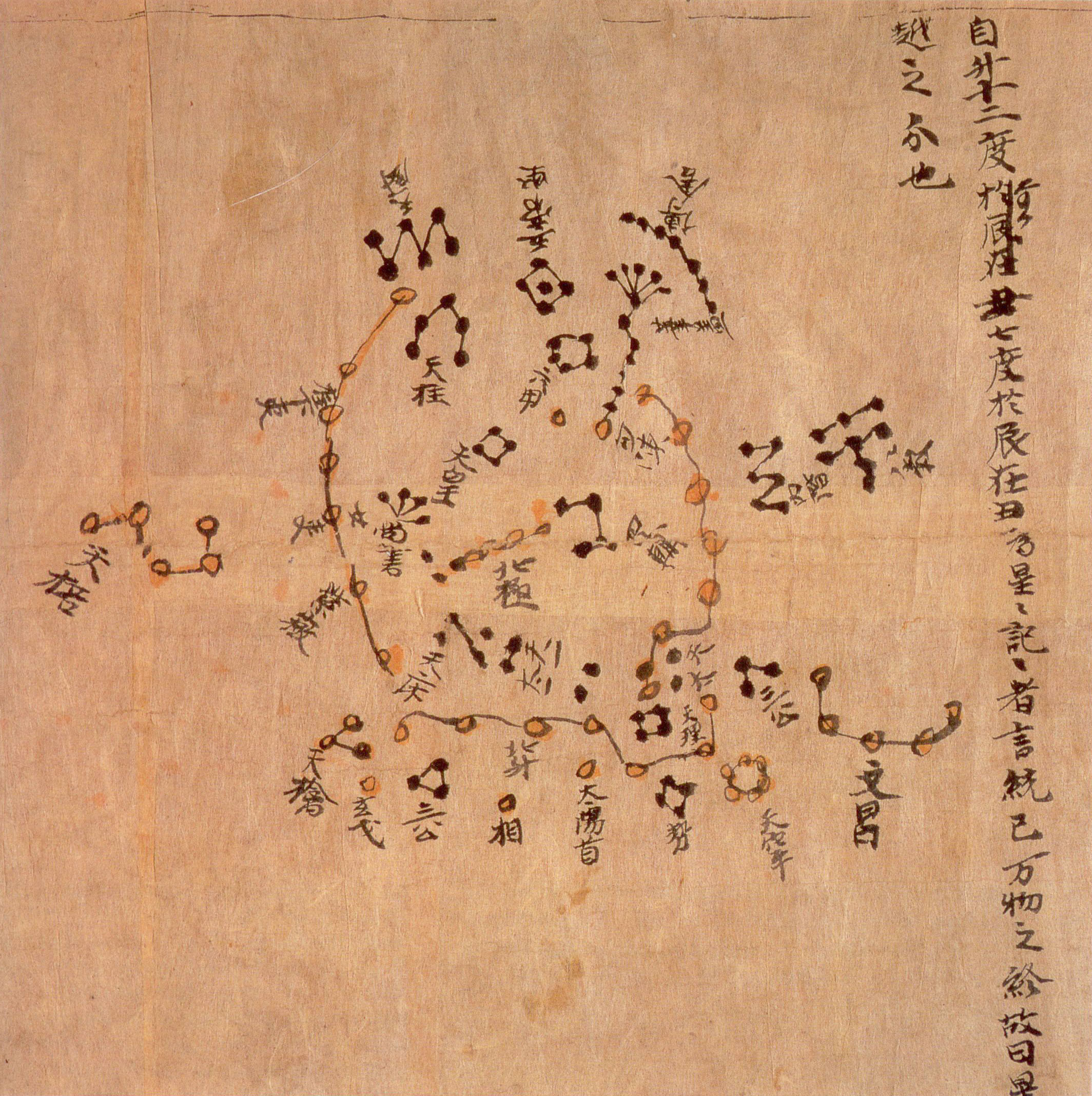
Die Sternenkarte von Dunhuang um 700

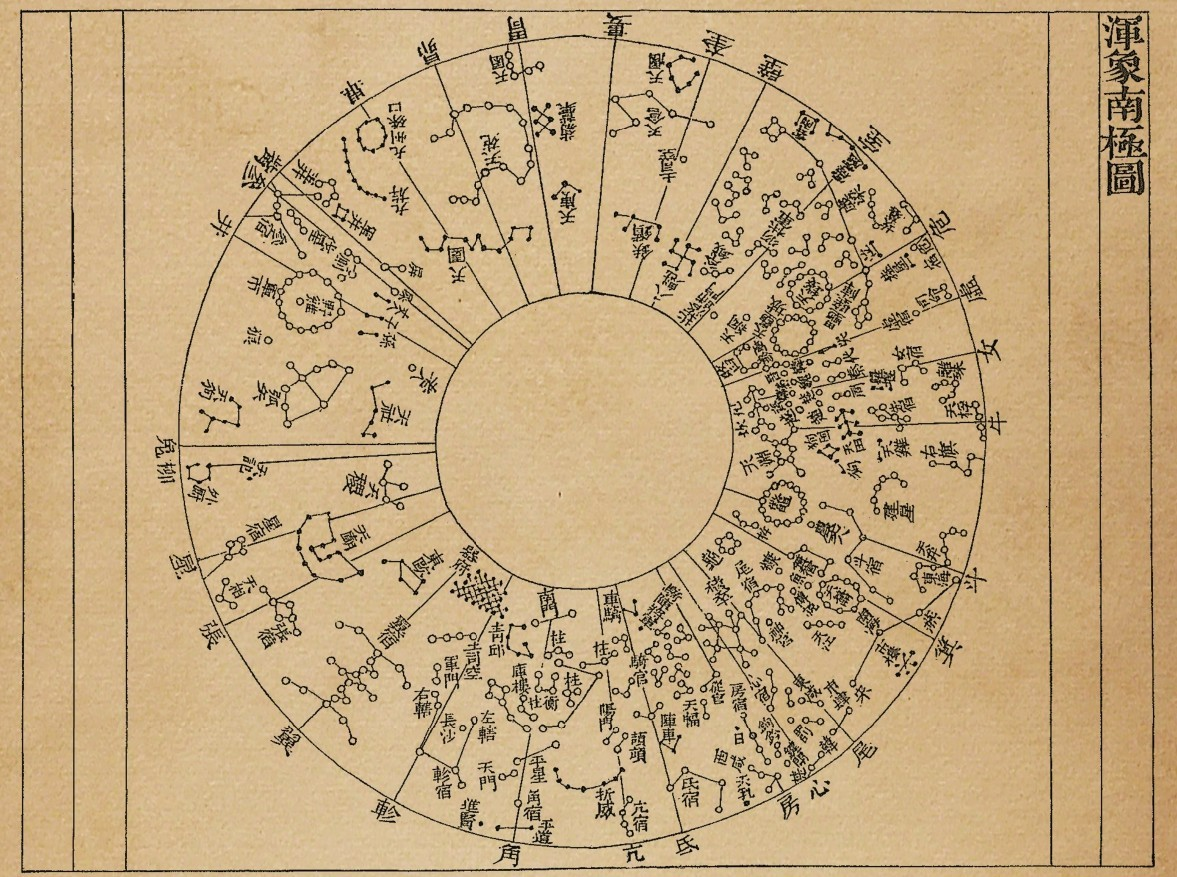
Sternenkarte von Su Song (1020–1101)

Der chinesische Kalender ist ein astronomischer Lunisolarkalender. Er beschreibt astronomische Ereignisse wie Eklipsen etc.

## Frühere Entwicklung
Im Laufe der Jahrhunderte wurden immer wieder Verbesserungen gemacht oder Berechnungsgrundlagen gingen im Laufe von Auseinandersetzungen zwischen den chinesischen Staaten verloren. Das führte zu einer ganzen Reihe von Kalendern, die z. T. gleichzeitig in Gebrauch waren.

## Übersicht
| Name des Kalenders         | Autor              | Jahr der Entstehung | Jahr der Einführung    | Dynastie                                                 | Sonnenjahr | Mondjahr |
| -------------------------- | ------------------ | ------------------- | ---------------------- | -------------------------------------------------------- | ---------- | -------- |
| Huangdi, Xia, Yin Zhou, Lu | Unbekannt          | Unbekannt           | Unbekannt              | Unbekannt                                                | 365,25     | 29,53085 |
| Zhuanxu                    | Unbekannt          | Unbekannt           | 221(?)-105 v. Chr.     | Qin-Dynastie, Han-Dynastie                               | 365,25     | 29,53085 |
| Taichu                     | Deng, Ping, u. a.  | 104 v. Chr.         | 104 v. Chr.-85 n. Chr. | Han-Dynastie                                             | 365,2502   | 29,53086 |
| Sifen                      | Li Fan, Zhang Heng | 85                  | 85-263                 | Han-Dynastie, Shu-Han                                    | 365.25     | 29,53085 |
| Qianxiang                  | Liu Hong           | 206                 | 223-280                | Wu-Dynastie                                              | 365.2462   | 29,53054 |
| Jingchu                    | Yang Wei           | 237                 | 237-451                | Wei-Dynastie, Jin-Dynastie, Song-Dynastie, Nördliche Wei | 365,2469   | 29,53060 |
| Sanji                      | Jiang Ji           | 384                 | 384-417                | Spätere Qin                                              | 365,2468   | 29,53060 |
| Yuanshi                    | Zhao Fei           | 412                 | 412-439,452-522        | Nördliche Liang, Nördliche Wei                           | 365,2443   | 29,53060 |
| Yuanjia                    | He Chengtian       | 443                 | 445-509                | Song, Südliche Qi-Dynastie, Liang-Dynastie               | 365,2467   | 29,53059 |
| Daming                     | Zu Chongzhi        | 462                 | 510-589                | Liang-Dynastie, Chen-Dynastie                            | 365,2428   | 29,53059 |
| Zhengguang                 | Zhang Longxiang    | 521                 | 523-565                | Nördliche Wei, Nördliche Zhou                            | 365,2437   | 29,53059 |
| Xinghe                     | Li Yexing          | 540                 | 540-550                | Östliche Wei                                             | 365,2442   | 29,53060 |
| Tianbo                     | Song Jingye        | 550                 | 551-577                | Nördliche Qi                                             | 365,2446   | 29,53060 |
| Tianhe                     | Jian Luan          | 566                 | 566-578                | Nördliche Zhou                                           | 365,2443   | 29,53071 |
| Daxing                     | Ma Xian            | 579                 | 579-583                | Nördliche Zhou, Sui-Dynastie                             | 365,2438   | 29,53063 |
| Kaihuang                   | Zhang Bin          | 584                 | 584-596                | Sui-Dynastie                                             | 365,2434   | 29,53061 |
| Daye                       | Zhang Zhouxuan     | 597                 | 597-618                | Sui-Dynastie                                             | 365,2430   | 29,43059 |
| Wuyin Yuan                 | Fu Renjun          | 619                 | 619-664                | Tang-Dynastie                                            | 365,2446   | 29,53060 |
| Linde                      | Li Chungfeng       | 665                 | 665-728                | Tang-Dynastie                                            | 365,2448   | 29,53060 |
| Dayan                      | Yi Xing            | 728                 | 729-761                | Tang-Dynastie                                            | 365,2444   | 29,53059 |

## Spätere Entwicklung
Nach dieser Zeit kamen indische, persische und europäische Ideen und veränderten den Ansatz der Astronomen. Shen Kuo entwickelte den 12-Qijie-Kalender während der Song-Dynastie (960-1127). Persische Erkenntnisse bewogen Guo Shoujing (1231–1316) den Shoushi-Kalender (auch: Shou shih li – 授時曆,  Shòushílì) zu entwickeln. Er wurde zu Beginn der Yuan-Dynastie (1279–1368) 1280 eingeführt. Er war noch lange gültig. In der Zeit der Ming-Dynastie (1368–1644) kamen Jesuiten nach China. So kam es, dass während der frühen Qing-Dynastie (1644–1911) der deutsche Missionar Johann Adam Schall von Bell den Shixian-Kalender erstellte. Er war der offizielle Kalender, bis mit der Gründung der Republik China 1912 der Minguo-Kalender eingeführt wurde. Dieser wird heute noch auf Taiwan verwendet, während Festlandchina seit Gründung der Volksrepublik China 1949 den gregorianischen Kalender verwendet. Was man heute als Chinesischen Kalender kennt, ist der Shixian-Kalender.